# 木野智香
木野 智香（きの ちか、12月28日 - ）は、日本の女性声優。大阪府出身。アーツビジョン、澪クリエーション、劇団摂河泉21所属。

## 人物
日本ナレーション演技研究所出身。
主に関西での舞台出演を中心に活動。関西俳優協議会最優秀新人賞受賞。同事務所・同劇団にはかつて、現在東京で声優として活躍中の早水リサや、関西を代表するギタリストの1人として活躍中の新涼平なども所属していた時期があり、共に舞台などで共演をしている。
方言は大阪弁。趣味・特技は日舞、歌。

## 出演作品

### テレビアニメ
- 鋼の錬金術師（2004年、母親）

### ゲーム
- ♂モット!! 恋愛主義♀ カフェ・デ・スリーズ（時期不明、芳乃原怜）
- ボンバーマンランドシリーズ ボンバーマンカートDX（2004年、プリボン、ミドリボン）
- ザ・キング・オブ・ファイターズ シリーズ（2016年 - 2022年、ルオン[2]） - 2作品[一覧 1]

### 吹き替え
- あなたにムチュー（カサンドラ）

### ナレーション
- 三井住友銀行『年金個人保険』（VP）
- 相愛学園『SO-AI光輝く未来』（VP）
- 共和株式会社80周年社史（VP）
- ダイヤモンドカントリークラブ（VP）
- ねんりんピック2011熊本

### ラジオ
- FMわいわい「Go for DREAM!」（パーソナリティ）
- FM千里「星空シアター」（パーソナリティ）

### 舞台
- 真田風雲録（霧隠才蔵・根津甚八）
- 命美わし（柿沼あさ子）
- 12人の怒れる男（4号）
- かたりの椅子（目高陽倫）
- 蠅取り紙-山田家の5人兄妹-（千枝子）
- 俺たちは天使じゃない（ジョゼフ）
- ファルス（クリス・ゴーマン）
- 流れゆくもの-ソートン・ワイルダー作 わが町より-（村野まさ子）
- 堀川波の鼓（ゆら）
- 幸せ倶楽部（はる）
- 日本舞踊アカデミーASUKA　「飛鳥をどり」

他

### シリーズ一覧
1. ↑  『XIV』[2]（2016年）、『XV』[3]（2021年）